# Rudry

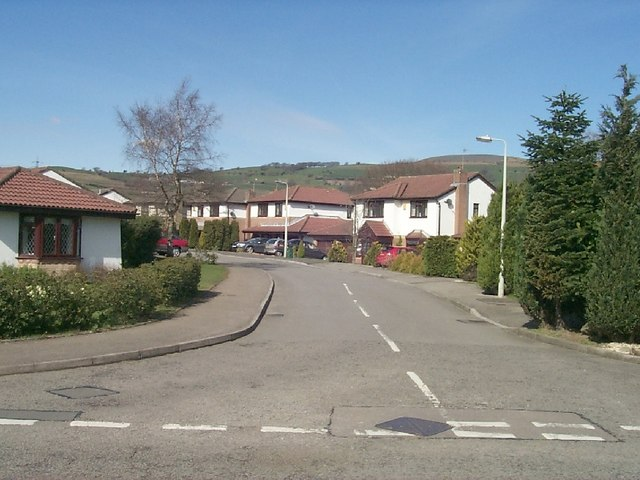
A vila de Rudry.

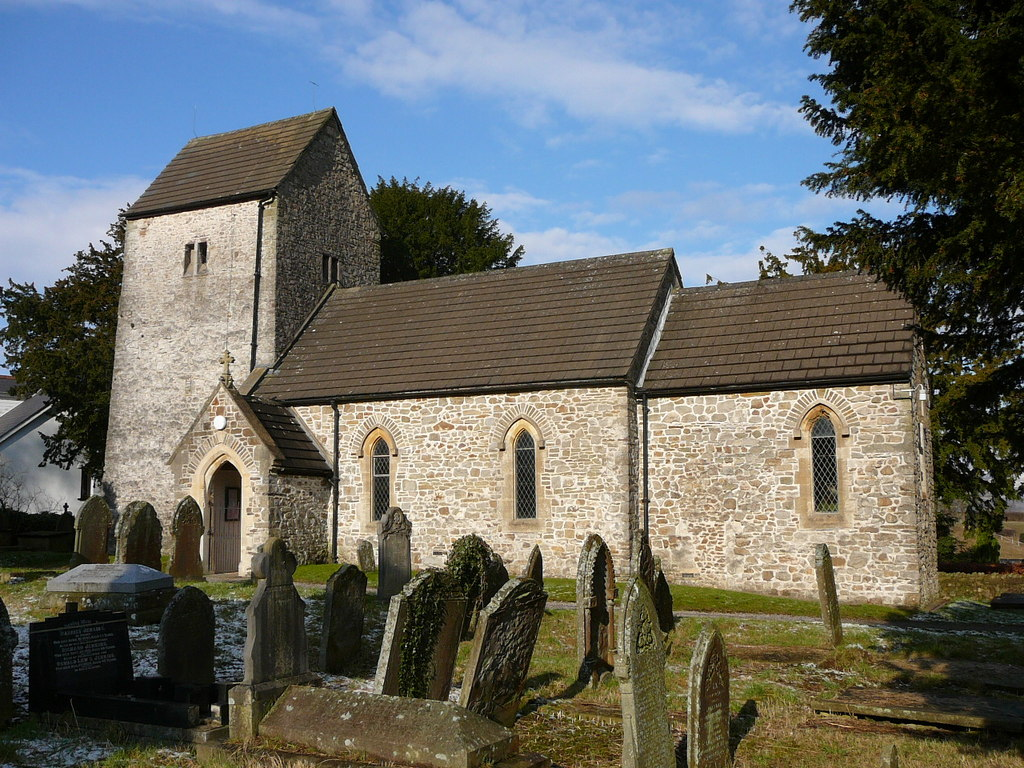
A Igreja de St. James.

Rudry (em galês:  Rhydri) é uma pequena vila localizada no leste de Caerphilly, Gales. Como comunidade, Rudry não contém somente a vila homônima, como também as vilas de Draethen, Garth e Waterloo.
O lugar tem abrangência rural, rodeado por bosques com parques ao longo da Rhymney Valley Ridgeway Walk. Sua principal atração é o Maenllwyd Inn. Cogita-se que Oliver Cromwell tenha se abrigado na igreja da vila.